# Partij voor Vrijheid en Vooruitgang
Partij voor Vrijheid en Vooruitgang/Parti de la Liberté et du Progrès (Partit per la Llibertat i el Progrés, PVV/PLP) és el nom que adoptà en 1961 el refundat Partit Liberal de Bèlgica.
En 1961 arran de la crisi vinculada a la independència del Congo Belga i les grans vagues, dirigit per Omer Vanaudenhove, el Partit Liberal va renunciar a la seva filosofia anticlerical i va dur a terme un procés d'obertura refundant-se en el Partij voor Vrijheid en Vooruitgang/Parti de la Liberté et du Progrès (PVV/PLP).
El partit, atraient fonamentalment l'electorat catòlic, va obtenir el 21,6% dels vots a les eleccions legislatives belgues de 1965 i el 1966 formà part del govern de Paul Vanden Boeynants. Els ministres liberals d'aleshores foren Willy De Clercq, Jacques Van Offelen, Frans Grootjans, Herman Vanderpoorten, Charles Poswick i August De Winter.
El 27 de juny de 1971 el partit es va dividir definitivament entre la secció flamenca (PVV) i valona (Parti Réformateur Libéral) i es presentaren separats a les eleccions legislatives belgues de 1971. El PVV va obtenir bons resultats, mentre que el PRL va obtenir mals resultats. Això li va permetre al PVV participar en el govern belga fins al 1992: Willy De Clercq, Herman Vanderpoorten, Herman De Croo, Karel Poma, Alfred Vreven, André Kempinaire, Guy Verhofstadt, Louis Waltniel, Jean Pede, Patrick Dewael, Ward Beysen, i Jacky Buchmann.

## Presidents del PVV-PLP
- 1961 - 1968 : Omer Vanaudenhove
- 1968 - 1969 : Norbert Hougardy i Milou Jeunehomme (copresidència)
- 1969 - 1972 : Pierre Descamps

## Presidents del PVV
- 1972 - 1973 : Willy De Clercq
- 1973 - 1977 : Frans Grootjans
- 1977 - 1982 : Willy De Clercq
- 1982 - 1985 : Guy Verhofstadt
- 1985 - 1989 : Annemie Neyts
- 1989 - 1992 : Guy Verhofstadt